# Volodymyr Zelensky
Volodymyr Oleksandrovytsj Zelensky (Oekraïens: Володимир Олександрович Зеленський) (Kryvy Rih, 25 januari 1978) is een Oekraïens politicus. Sinds 20 mei 2019 is hij de president van Oekraïne.

## Biografie

### Jeugd
Zelensky werd geboren in een Russisch-sprekende Joodse familie in Kryvy Rih in de oblast Dnjepropetrovsk, in het zuidoosten van Oekraïne. Zijn grootvader, die diende in het Rode Leger, verloor drie broers in de Holocaust. Zijn vader is hoogleraar aan de faculteit voor cybernetica en computerhardware van het Economisch Instituut te Kryvy Rih, zijn moeder is ingenieur. Als kind woonde hij met zijn ouders vier jaar in Mongolië. Na terugkeer in Oekraïne deed Zelensky een gymnasium-opleiding, gevolgd door een studie rechten.

### Acteur en komiek
Al tijdens zijn schooltijd hield Zelensky zich bezig met komedie. In 1997 richtte hij cabaretgroep Kwartal 95 op (Woonblok 95). Vanuit Moskou, waar hij vijf jaar lang woonde, toerde hij met zijn cabaretprogramma het Russisch sprekende deel van de voormalige Sovjet-Unie rond. In 2006 kreeg Zelensky landelijke bekendheid door zijn deelname aan de Oekraïense versie van Dancing with the Stars. Verder speelde hij in verschillende komedies. Met de collega's uit de cabaretgroep richtte Zelensky tevens een productiebedrijf op voor het maken van televisieprogramma's waarmee zijn films, cabaretoptredens en televisieseries naar 21 landen verkocht werden. Dit maakte Zelensky meervoudig miljonair.
De voedingsbodem voor zijn latere presidentskandidatuur werd gelegd in 2015. In dat jaar startte de televisiesatire Dienaar van het Volk, waarin corruptie en slecht overheidsmanagement werden bekritiseerd. In deze serie speelde hij Wassil Holoborodko, een geschiedenisleraar die tot president van het land wordt verkozen, nadat een filmpje van hem online viraal gaat waarin hij zich uitlaat over de corruptie in de Oekraïense politiek. 
Zelensky sprak de stem in van Beertje Paddington in het Oekraïens. Dit zowel in Paddington als in het vervolg Paddington 2.

### Presidentschap

#### Verkiezingen
Op 31 december 2018 maakte Zelensky bekend dat hij zich namens een nieuwe partij met de naam Dienaar van het Volk (Sloeha Narodoe) ook daadwerkelijk kandidaat stelde voor de presidentsverkiezingen in 2019. Voordat hij zich kandidaat stelde voor het presidentschap was hij niet actief geweest in de politiek. Hij nam het in deze verkiezingen onder andere op tegen zittend president Petro Porosjenko, die sinds 2014 aan de macht was, en voormalig premier Joelia Tymosjenko. Na zijn winst in de eerste ronde van de verkiezingen op 1 april 2019 werd Zelensky de favoriet voor het presidentschap.
Zelensky had bij zijn verkiezingen geen duidelijk omlijnd programma. Hij nam een gematigde positie in en presenteerde zichzelf tijdens de verkiezingen als iemand die corruptie wilde bestrijden en partijen bij elkaar wilde brengen. Hij was vooral populair bij kiezers uit de lagere middenklasse, die traditioneel niet erg geïnteresseerd zijn in politiek.
Wel werd er in Oekraïne gespeculeerd over mogelijke banden van Zelensky met de controversiële oligarch Ihor Kolomojsky. Zelensky verklaarde echter niet door Kolomojsky te worden beïnvloed.
De tweede verkiezingsronde op 21 april 2019 won Zelensky met grote overmacht; hij kreeg 73% van de stemmen. Zelensky legde op 20 mei de eed af als president, voor een termijn van vijf jaar, die formeel ten einde liep op 20 mei 2024. Vanwege de oorlog werden nieuwe verkiezingen uitgesteld.

#### Staf
Zelensky benoemde op 21 mei 2019 Andriy Bohdan als hoofd van het Bureau van de president (kabinetschef). Op 11 februari 2020 verving hij hem door Andrij Jermak. 

#### Populariteit
Zelensky's partij was bij zijn verkiezing nog niet in het parlement vertegenwoordigd. Zijn eerste daad als president was het uitschrijven van nieuwe verkiezingen, die op 21 juli 2019 plaatsvonden. Zijn partij Dienaar van het Volk wist bij die verkiezingen een absolute meerderheid te behalen. Twee jaar later, eind 2021, werd hij nog slechts door 25% van de bevolking gesteund. De bevolking was ontevreden over de beheersing van de coronapandemie, de economie en de beloofde bestrijding van corruptie. Wat daarbij niet hielp, is dat zijn naam opdook in de Pandora Papers. Deze onthulden dat Zelensky en zijn rechterhand en hoofd van de Staatsveiligheid van Oekraïne Ivan Bakanov een netwerk van offshore bedrijven bestuurden in de Maagdeneilanden, Cyprus en Belize.

#### Telefoongesprek met Donald Trump
Op 25 juli 2019 voerde de toenmalige Amerikaanse president Donald Trump een telefoongesprek met Zelensky. In dat gesprek vroeg Trump aan Zelensky om in Oekraïne onderzoek te doen naar Trumps politieke tegenstander voor de komende verkiezingen van 2020 Joe Biden. Biden zou volgens Trump als voormalig vicepresident zijn invloed hebben gebruikt om te voorkomen dat er in Oekraïne vervolging zou worden ingesteld tegen een bedrijf waar Joe Bidens zoon Hunter Biden bij betrokken was. Om druk op Zelensky uit te oefenen, zei Trump de militaire steun aan Oekraïne tijdelijk op te schorten.
Het gesprek, dat door een Amerikaanse klokkenluider naar buiten gebracht werd, leidde tot een afzettingsprocedure tegen Trump. In dit proces werd gesteld dat Trump in dit telefoongesprek misbruik had gemaakt van zijn machtspositie door president Zelensky voor puur persoonlijke belangen onder druk te zetten.

#### Russische invasie van Oekraïne

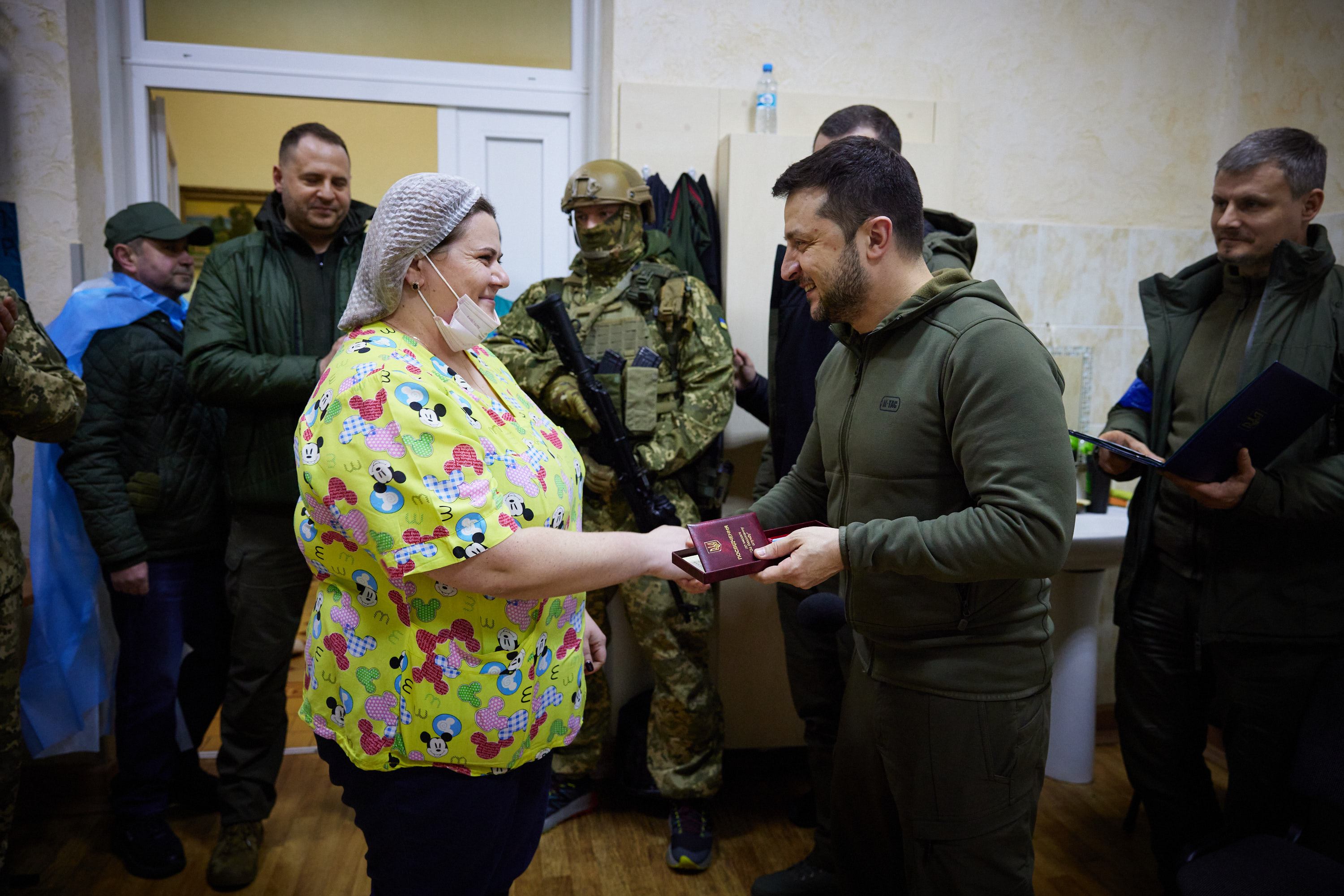
President Zelensky bezoekt gewonde Oekraïense soldaten in een militair hospitaal, 13 maart 2022

Begin juli 2019 sprak Zelensky voor het eerst met de Russische president Vladimir Poetin over de oorlog in Oost-Oekraïne. Daarnaast zouden de twee ook gesproken hebben over het vrijlaten van gevangenen en over het voortzetten van de gesprekken op expertniveau. Tijdens Zelensky's presidentschap escaleerde de Russisch-Oekraïense Oorlog met het conflict in 2021, dat in 2022 leidde tot een invasie van Oekraïne door Rusland. Voorafgaand aan de invasie, tijdens de opbouw van Russische troepen rond de Oekraïense grens, riep Zelensky nog op tot kalmte. Hij distantieerde zich van waarschuwingen van het westen dat er een nieuwe oorlog met Rusland zou komen. Wel verzocht hij NAVO-landen om wapens te sturen. Wapenleveringen werden gedaan door onder andere de Verenigde Staten en het Verenigd-Koninkrijk.
In de ochtend van donderdag 24 februari 2022 kondigde president Poetin een 'speciale militaire operatie' in de Donbas aan. Russische raketten troffen een aantal militaire doelen in Oekraïne. Zelensky kondigde de staat van beleg af. Hij kondigde ook aan dat de diplomatieke betrekkingen met Rusland met onmiddellijke ingang werden verbroken. Later op de dag kondigde hij een algemene mobilisatie aan. Op vrijdag 25 februari zei Zelensky dat ondanks de bewering van Rusland dat het alleen militaire doelen aanviel, er ook burgerdoelen werden getroffen. In een vroege toespraak die dag zei Zelensky dat zijn inlichtingendiensten hem hadden geïdentificeerd als het belangrijkste doelwit van Rusland, maar dat hij in Kiev zou blijven terwijl zijn familie in het land zou blijven. "Ze willen Oekraïne politiek vernietigen door het staatshoofd te vernietigen", zei hij.

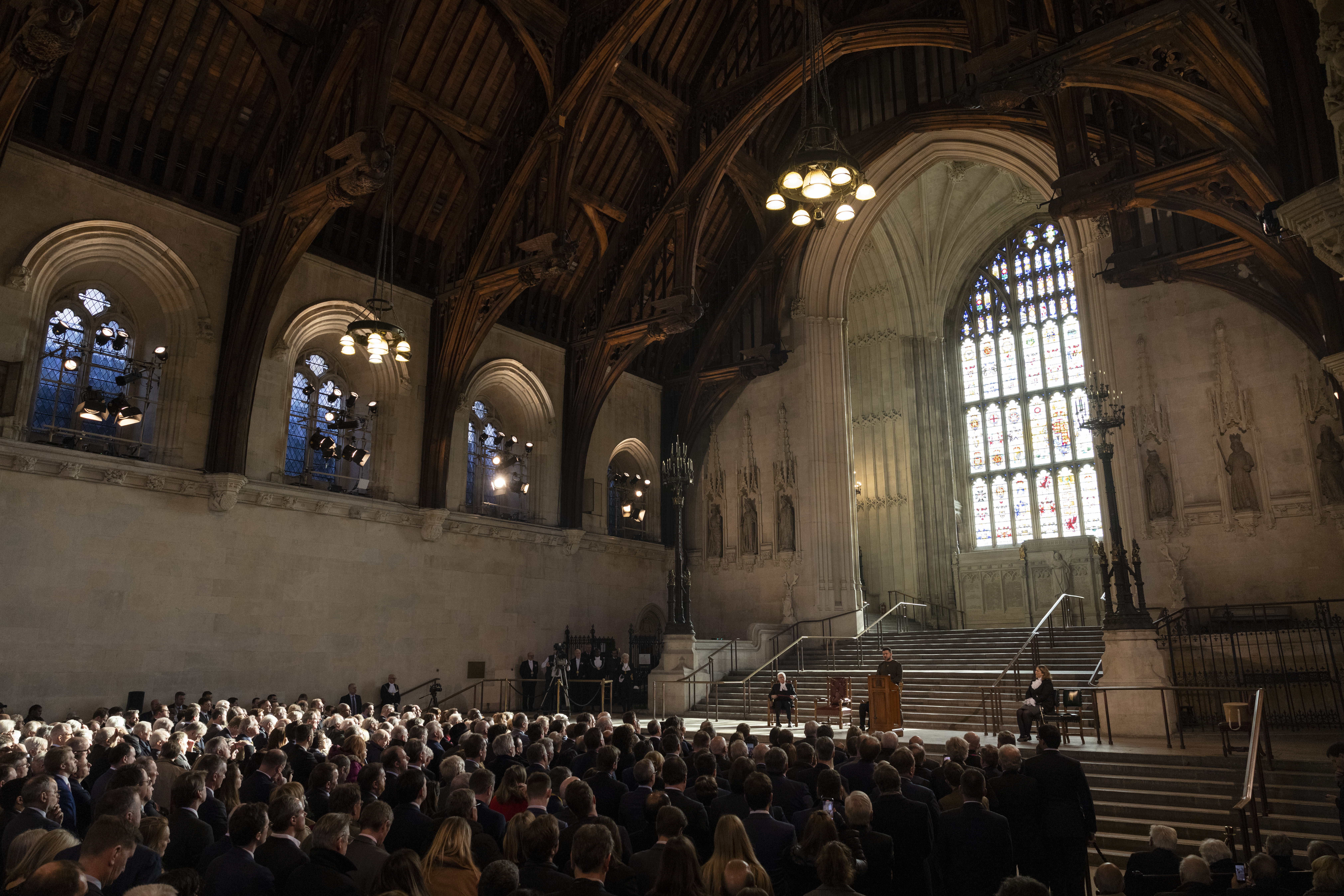
President Zelensky spreekt het Britse parlement toe in Londen, 8 februari 2023

Op de avond van 25 februari glipte hij even naar buiten samen met premier Sjmyhal, minister van defensie Reznikov en enkele senior medewerkers voor de kortste en ook belangrijkste rede uit zijn loopbaan. 
Terwijl er geschoten werd in de buurt van het presidentiële paleis, zei Zelensky in het weinige licht van zijn eigen smartphone: „De president staat hier, onze strijdkrachten zijn hier, onze samenleving is hier. Wij verdedigen onze onafhankelijkheid.” Met deze onverzettelijke woorden, geflankeerd door zijn naaste ministers en medewerkers, werd Zelensky in één klap de bekendste Oekraïener uit de geschiedenis.
Zelensky kreeg wereldwijde erkenning als de oorlogsleider van Oekraïne tijdens de Russische invasie. De Harvard Political Review schreef dat Zelensky "de kracht van sociale media heeft aangewend om de eerste echte online oorlogsleider in de geschiedenis te worden, waarbij hij traditionele poortwachters omzeilt terwijl hij internet gebruikt om de mensen te bereiken." BBC News en The Guardian berichtten dat Zelensky's reactie op de invasie zelfs door eerdere critici werd geprezen. Tijdens de invasie werden drie pogingen om Zelensky te vermoorden verhinderd dankzij tips van Russische FSB-medewerkers die tegen de invasie waren. Twee van de pogingen werden uitgevoerd door de Wagnergroep, een Russische paramilitaire macht, en één door de persoonlijke garde van de Tsjetsjeense leider Ramzan Kadyrov. Via een videoverbinding sprak Zelensky in maart en april binnen korte tijd meerdere parlementen toe, om de internationale bereidheid om Oekraïne te steunen verder te vergroten.

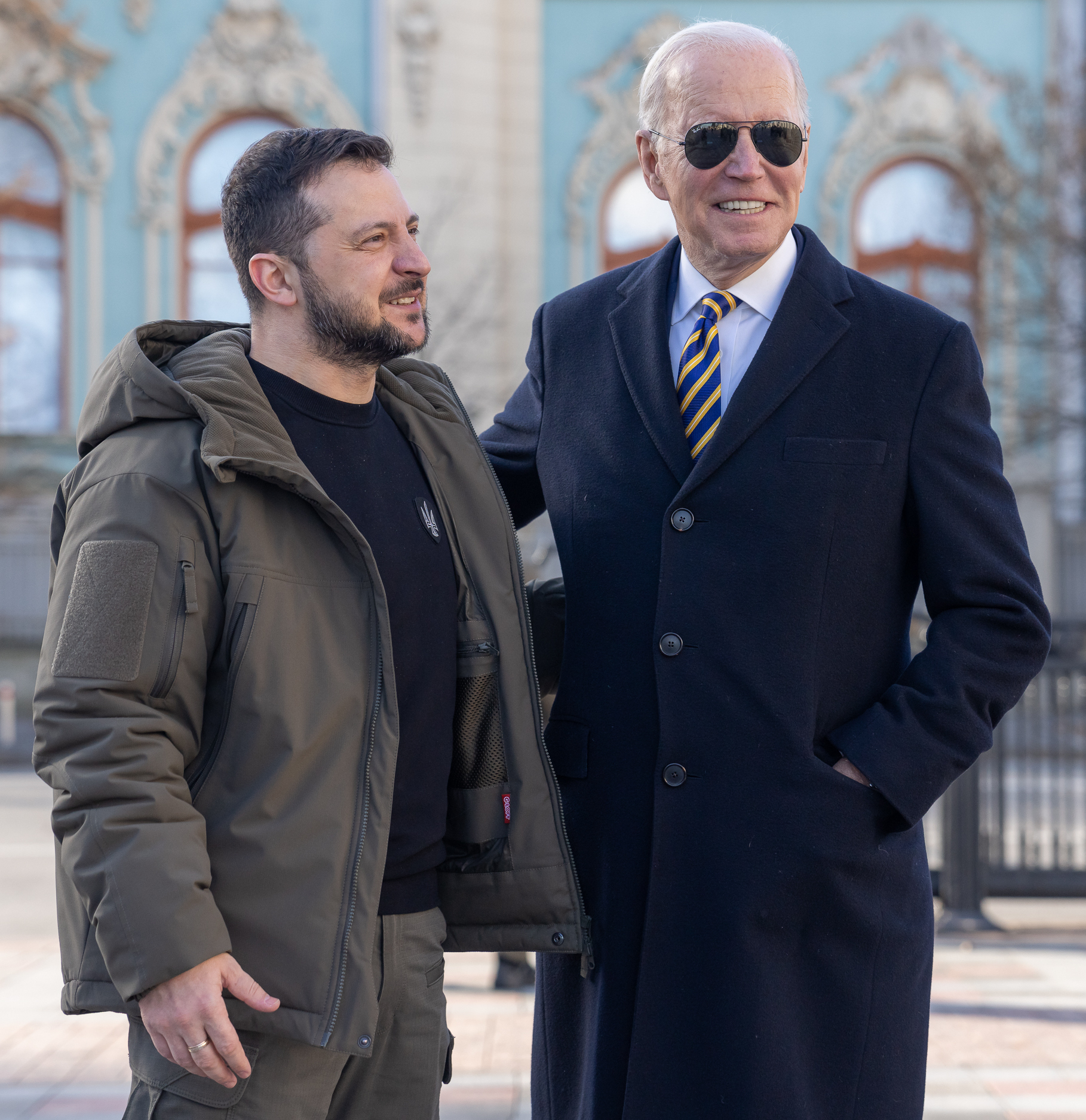
President Biden brengt bezoek aan president Zelensky in Kiev, 20 februari 2023

Op 7 december 2022 maakte het Amerikaanse weekblad Time Magazine bekend dat zij Zelensky hebben uitgeroepen tot Persoon van het Jaar. In zijn volledigheid is ook 'het moreel van de Oekraïners' toegevoegd aan de titel.
Het tijdschrift prijst zijn moed, het zou aanstekelijk werken op de Oekraïense bevolking en hij is een inspiratie voor Oekraïners ten tijde van de Russische invasie.
Op 21 december 2022 bezocht Zelensky Washington DC waar hij sprak met President Biden en een Engelstalige toespraak voor beide kamers van het Amerikaanse congres hield waarbij ook de leden van het kabinet van President Biden aanwezig waren. Dit was zijn eerste keer buiten Oekraïne sinds de Russische invasie in februari van dat jaar begon.
Op 8 februari bracht Zelensky een verrassingsbezoek aan het Verenigd Koninkrijk. Enerzijds om het Britse volk persoonlijk te bedanken voor hun steun, ook om fors meer wapensteun te vragen. De Britse regering maakte die middag bekend dat ze Oekraïense piloten gaat opleiden om gevechtsvliegtuigen van de NAVO-landen te kunnen vliegen. Ook breidt het Verenigd Koninkrijk de sancties op Rusland verder uit. In de Westminster Hall gaf Zelensky een bevlogen toespraak aan de Britse parlementsleden met als doel de steun voor Oekraïne nog verder te doen toenemen.
Op 20 februari 2023 bracht de Amerikaanse president Biden een kort verrassingsbezoek aan president Zelensky in Kiev. Zelensky benadrukte dat de komst van Biden voor Oekraïne een enorm belangrijk teken van steun bekende. Biden herhaalde de "onvoorwaardelijke" Amerikaanse steun aan Oekraïne en deed opnieuw een toezegging van wapenleveringen ter waarde van 500 miljoen dollar. Op 26 april 2023 had de Chinese president Xi Jinping telefonisch contact met president Zelensky. Zelensky bevestigde dat hij een ‘lang en zinvol’ telefoongesprek met Xi te hebben gevoerd. Op 4 mei 2023 bracht president Zelensky een bezoek aan Nederland. Hij hield twee toespraken. De eerste toespraak hield hij voor de gezamenlijke Eerste en Tweede Kamer. De tweede toespraak hield hij na een bezoek aan het Internationaal Strafhof in het World Forum Den Haag. Hij hield een volgens kamerleden indrukwekkende toespraak waarin hij ook vroeg om op de avond van de Dodenherdenking de mannen, vrouwen en kinderen te herdenken die nog hadden geleefd als er geen oorlog was. Tevens pleitte hij voor de oprichting van een tribunaal met als doel om de daders ter verantwoording te brengen. Ook sprak hij premier Mark Rutte en de Belgische premier Alexander De Croo en bezocht hij koning Willem-Alexander op paleis Huis ten Bosch. Hierna bezocht hij de voormalige vliegbasis Soesterberg waar hij voor het Nationaal Militair Museum  Nederlandse militairen toesprak in aanwezigheid van minister van Defensie Kajsa Ollongren.

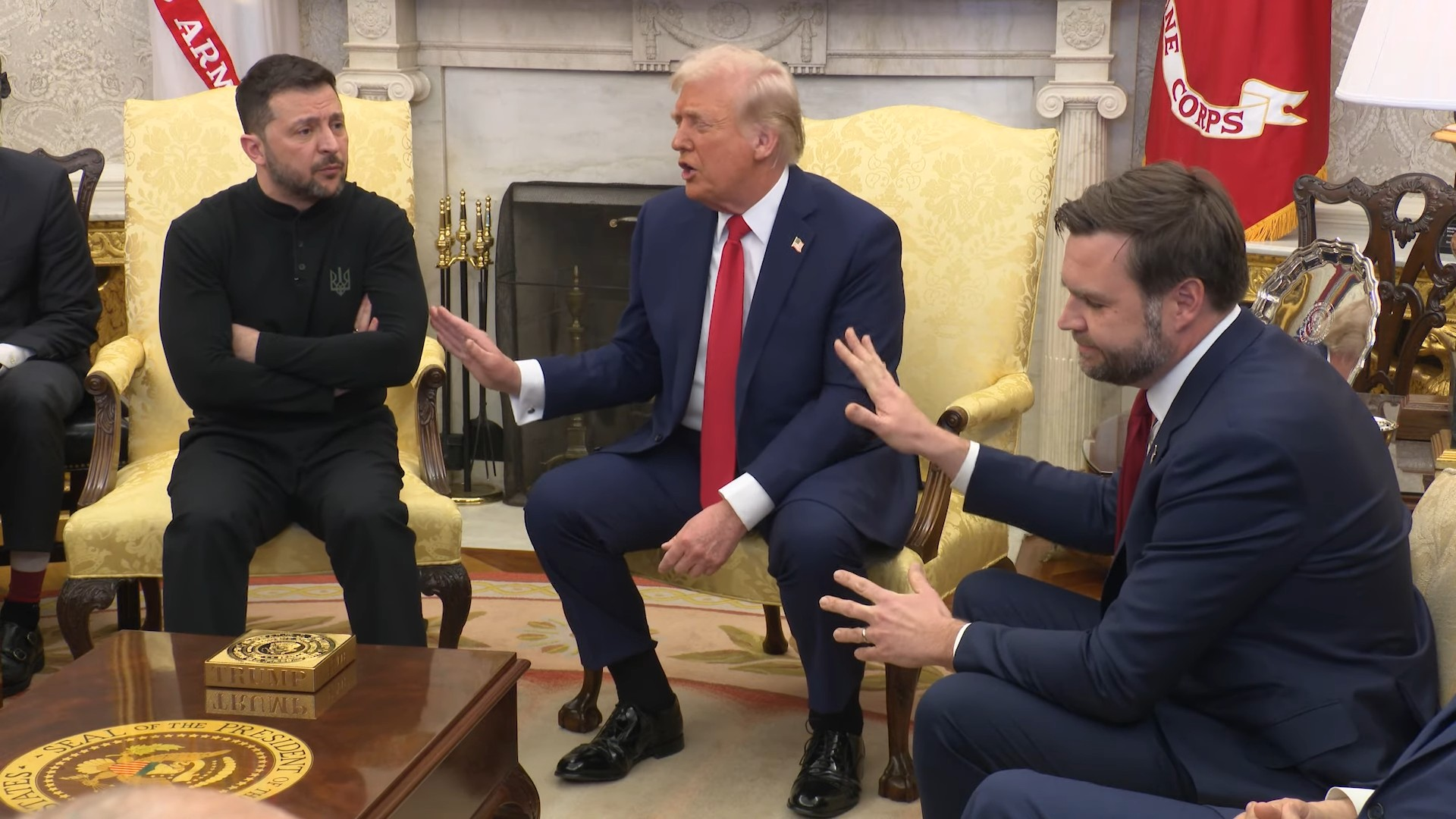
Verhitte discussie tussen president Zelensky, president Trump en vicepresident Vance op 28 februari 2025

Sinds zijn herverkiezing in november 2024 heeft Trump de koers van de Verenigde Staten ten aanzien van de oorlog in Oekraïne significant veranderd. Tijdens zijn campagne benadrukte hij zijn streven om het conflict snel te beëindigen, wat leidde tot speculaties over een mogelijke toenadering tussen de VS en Rusland. Op 28 februari 2025 ontmoetten Trump en Zelensky elkaar in het Witte Huis in Washington, waar een verhitte discussie ontstond. Trump beschuldigde Zelensky van het "spelen met een Derde Wereldoorlog" en annuleerde een geplande Grondstoffendeal. Vicepresident J.D. Vance bekritiseerde Zelensky ook, wat de onzekerheid over de Amerikaanse militaire steun aan Oekraïne vergrootte.

#### Toenadering lidmaatschap Europese Unie

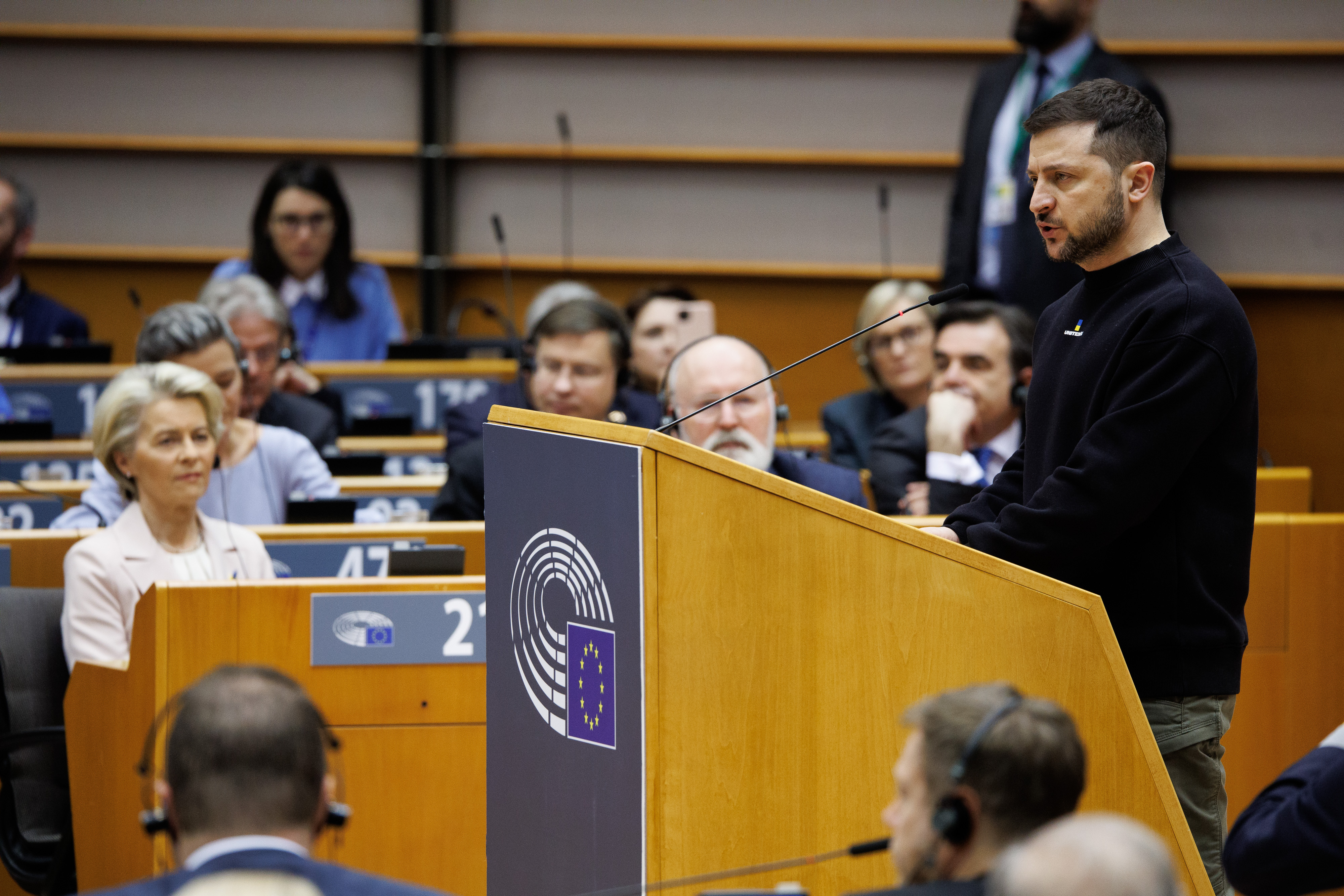
President Zelensky spreekt het Europees Parlement toe in Brussel, 9 februari 2023

Op 9 februari 2023 hield Zelensky een toespraak in het Europees Parlement in Brussel. 
Hij werd onder luid applaus ontvangen. Hij hield zijn toespraak in het Oekraïens en noemde Rusland "de meest anti-Europese kracht ter wereld", waarmee hij wilde zeggen dat de verdediging van het Oekraïens grondgebied gelijkstaat aan de verdediging van heel Europa. Zelensky is overtuigd dat Oekraïne zal toetreden tot de Europese Unie (EU) nadat het, volgens zijn verwachting, als overwinnaar uit de oorlog met Rusland is gekomen. 
Het toetredingsproces tot de EU is een procedure van gemiddeld 10 jaar en vergt veel van het toetredingsland in scherpe voorwaarden van de EU op het gebied van onder andere anticorruptie, rechtspraak en het bancair systeem. Zelensky hoopte dit proces te kunnen verkorten.
Op 20 augustus 2023 brachten president Zelensky en zijn vrouw Olena Zelenska een kort bezoek aan Nederland. Reden van het bezoek was het bevestigd krijgen van de toegezegde F16 straaljagers van Nederland aan Oekraïne. Premier Mark Rutte leidde Zelensky rond in een hangar van de militaire vliegbasis Eindhoven, waar een deel van de F-16’s te zien waren die Zelensky op 18 augustus 2023 door de Nederlandse regering waren toegezegd. Hoeveel F-16's er worden overgedragen en wanneer is nog niet exact bekend. Naar alle waarschijnlijkheid worden alle 42 straaljagers van dit type, die Nederland in 2024 volledig vervangt door de nieuwere F35 straaljagers, overgedragen aan Oekraïne. Het bezoek van de president werd afgesloten met een persconferentie samen met premier Rutte.
Op 13 oktober 2023 bracht premier Rutte een bezoek aan president Zelensky in de Oekraïense havenstad Odessa voor een overleg. Rutte zegde tijdens dit overleg onder andere meer militair materieel toe, zoals raketten voor de Oekraïense luchtverdediging en patrouilleboten. Rutte zei dat de Nederlandse overheid Oekraïne zal blijven steunen zo lang als nodig is.

#### Overwinningsplan
Zelensky presenteerde medio september 2024 tijdens zijn bezoek aan de Verenigde Staten zijn "overwinningsplan" aan president Biden en het Congres, waarin hij vroeg om meer wapens, diplomatie om Rusland tot vrede te dwingen en verantwoording af te leggen voor de invasie. Hij drong ook aan op toestemming om langeafstandsraketten te gebruiken tegen Russische doelen. Dit bezoek viel samen met de voorbereiding van een nieuw Amerikaans militair hulppakket van $375 miljoen. Hoewel presidentskandidaat Trump sceptisch stond tegenover verdere steun, erkende Zelensky de VS als Oekraïnes belangrijkste bondgenoot en sprak zijn dankbaarheid uit voor hun steun.

## Persoonlijk
Zelensky trouwde in 2003 met zijn jeugdliefde Olena Kijasjko. Hij heeft met haar twee kinderen, dochter Oleksandra en zoon Kyrylo.